# HMS Ipswich
La HMS Ipswich, prima nave da guerra della Royal Navy britannica a portare questo nome, è stata un vascello di terza classe da 70 cannoni varato ad Harwich il 19 aprile 1694.
Subì importanti lavori a Woolwich nel 1712 e venne ricostruita completamente a Portsmouth in base alle Disposizioni del 1719 (che non definivano una classe in senso stretto ma delle regole da seguire nella costruzione o ricostruzione di una nave classificata, quindi da 20 cannoni in su), venendo varata nuovamente il 30 ottobre 1730.
Partecipò alla incruenta spedizione contro Napoli del 1742, inserita nella guerra di successione austriaca come nave ammiraglia del commodoro William Martin.
Venne trasformata in pontone nel maggio 1757 a Gibilterra e demolita nel 1764.